# 광주효광중학교
광주효광중학교(光州曉光中學校)는 대한민국 광주광역시 서구 쌍촌동에 위치한 공립 중학교이다.

## 학교 연혁
- 1972년 1월 20일 : “광주효광여자중학교” 설립인가
- 1972년 11월 19일 : 신축 교사로 이사(3층 콘크리트 16칸)
- 1972년 11월 19일 : 광주광역시 서구 광천동 650-290번지, 6,307평
- 1972년 11월 19일 : 본관 10교실 증축, 30학급으로 증설
- 1972년 3월 2일 : 초대 교장 지영길 취임
- 1972년 3월 9일 : 개교 및 입학식(6학급 424명)
- 1975년 1월 18일 : 제1회 졸업생 412명
- 1990년 2월 28일 : 서구 상무2동 1212번지 현 위치(신축교사)로 이전 (교실 44칸, 화장실 60칸, 4층 건물)
- 1993년 10월 18일 : 별관 3층 강당 증축
- 1996년 3월 1일 : 교명을 [광주효광중학교] 로 학칙변경
- 1998년 9월 22일 : 다목적 강당 준공
- 2003년 5월 16일 : 급식실 신축
- 2023년 9월 1일 : 제22대 윤희경 교장 취임
- 2025년 1월 2일 : 제51회 졸업식(졸업생 127명, 누계 22,975명)
- 2025년 3월 4일 : 입학(5학급, 특수 1학급, 133명)

## 참고 자료
- 광주효광중학교 - 한국교육학술정보원 학교알리미